# ديفيد أو. سيرز
ديفيد أو. سيرز (بالإنجليزية: David O. Sears)‏ هو عالم سياسة أمريكي، ولد في 24 يونيو 1935 في أوربانا في الولايات المتحدة.